# Violet
Violet (uit het Frans voor viooltje) is een kleur aan de rand van de regenboog op de tegenovergestelde zijde van rood. Op het elektromagnetisch spectrum ligt violet tussen indigo en ultraviolet, met golflengtes tussen 420 en 380 nm. In ruimere zin is violet een kleur die min of meer synoniem is met paars, purper en lila.
Het menselijk oog bevat filters die kortgolvige straling zoals violet licht tegenhouden. Bovendien zijn de receptoren voor violet (de 'S'-kegeltjes) gelegen buiten de gele vlek, zodat violet licht niet kan worden waargenomen in het deel van het blikveld waar de beeldscherpte maximaal is.
De kleurenterm violet is niet goed gedefinieerd. Zelfs binnen een taal zoals het Engels is er verwarring over de reikwijdte aan kleuren die door de term violet worden omvat). Veel sprekers uit Groot-Brittannië bedoelen met de term violet de blauw-gedomineerde spectrale kleuren met kleinere golflengtes dan blauw, maar deze zelfde kleuren worden door veel sprekers uit de Verenigde Staten purple (losjes te vertalen als paars) genoemd.
In sommige Engelstalige teksten duidt de term violet op alle kleurvariaties tussen rood en blauw, terwijl in andere gezaghebbende Engelstalige teksten uit Groot-Brittannië hetzelfde kleurbereik wordt aangeduid met de term purple.
De verwarring tussen de termen violet en purple wordt nog groter als andere talen dan het Engels worden beschouwd, en wanneer historische teksten bij het onderzoek worden betrokken. Er zijn geen studies bekend van het kleurbereik van violet in het Nederlandse taalgebied. Engelstalige Wikipediapagina's over de kleur violet bevatten vaak bijdragen van auteurs uit verschillende landen en diverse moedertalen, en geven daardoor vaak blijk van inconsequent gebruik van de termen violet en purple. Ook deze Wikipediapagina, die veel illustraties bevat die zijn overgenomen van de Engelstalige Wikipediapagina, is hiervan een goed voorbeeld doordat er ook veel kleuren worden getoond die eerder paars (purple) dan violet genoemd zouden worden in grote delen van de wereld.

## Violet in de schilderkunst
Onderzoek heeft laten zien dat de kleur violet, indien gedefinieerd als het blauwgedomineerde deel van de kleuren tussen rood en blauw, in de schilderkunst nauwelijks werd gebruikt voor 1860, terwijl purple (het roodgedomineerde deel van de rood-blauwe kleuren) wel degelijk al in die tijd voorkwam. Na 1860 werd de kleur violet juist bijzonder populair onder kunstschilders, onder meer bij impressionisten zoals Claude Monet, en bij postimpressionisten zoals Vincent van Gogh, die zelfs beschuldigd werden van violetgekte. De populariteit bleef doorstijgen in de 20 eeuw: voor 1850 had slechts vier procent van de schilderijen een substantieel aandeel violet, in de loop van de 19e eeuw steeg dat naar 37 procent, in de 20e eeuw liep dat op tot 48 procent.

## Kleurencirkelviolet
| Kleurencirkelviolet is een indigo-tint van violet, dat is de kleur die op sommige gebruikte kleurencirkels precies halverwege tussen blauw en magenta ligt. De overeenkomende golflengte is ongeveer 417 nanometer. In het Engels wordt dit wel near violet genoemd. Van blauw via violet naar magenta: |

## Electric Violet
| In de kleurcodering voor elektronica staat violet voor het cijfer 7. Deze violettint wordt ook wel electric violet genoemd. Dat is de violettint op ongeveer 400 nanometer. |

## Extreme Violet
| Extreme Violet is de violettint op de uiterste grens van de menselijke perceptie van kleur, op het kleurenspectrum gelegen op ongeveer 380 nanometer. Bij deze tint kan de standaard beeldschermtechnologie licht een foute weergave opleveren; al kleine hoekverschillen met een van bovenaf bekeken scherm zullen een veel te roze indruk geven. Voor een goede perceptie van de onderstaande kleurbalk dient men dus het oog op exact dezelfde hoogte te houden. |

## Varia
Als men door een transparante violette kleurfilter kijkt kan men in de onmiddellijke buurt van de blikrichting de cirkelvormige vlek van Maxwell (Maxwell's spot) zien, gerelateerd aan de fovea centralis.